# Korean Air Chang-Gong 91
Die Korean Air Chang-Gong 91 ist ein leichtes Reiseflugzeug des koreanischen Herstellers Korean Air Aerospace Division.

## Geschichte und Konstruktion
Die Chang-Gong 91 wurde am Korea Institute of Aeronautical Technology entwickelt und von der Korean Air Aerospace Division gebaut. Die Maschine ist als Tiefdecker ausgelegt und besitzt ein nicht einziehbares Bugradfahrwerk. Zugang zur Kabine gewähren zwei Türen über den Tragflächen, welche sich jeweils rechts und links befinden. Angetrieben wird die Maschine von einem Lycoming-IO-360-A1B6-Boxermotor mit 149 kW. Es dürfte nur ein Prototyp gebaut worden sein.

## Technische Daten
| Kenngröße             | Daten                                          |
| --------------------- | ---------------------------------------------- |
| Besatzung             | 1                                              |
| Passagiere            | 3                                              |
| Länge                 | 7,70 m                                         |
| Spannweite            | 10,20 m                                        |
| Höhe                  | 2,70 m                                         |
| Flügelfläche          | 14,86 m²                                       |
| Leermasse             | 680 kg                                         |
| max. Startmasse       | 1.225 kg                                       |
| Reisegeschwindigkeit  | 232 km/h                                       |
| Höchstgeschwindigkeit | 241 km/h                                       |
| Dienstgipfelhöhe      | 4.420 m oder ft                                |
| Reichweite            | 1.500 km                                       |
| Triebwerke            | 1 × Lycoming-IO-360-A1B6-Boxermotor mit 149 kW |

## Erhaltene Exemplare
- Der Prototyp befindet sich im Korean Air Museum auf der Insel Jeju-do